# Steve Moneghetti
Stephen James « Steve » Moneghetti (né le 26 septembre 1962 à Ballarat) est un athlète australien spécialiste des épreuves de fond, notamment du 10 000 mètres, du marathon et du cross-country.

## Carrière
Il remporte l'épreuve du marathon lors des Jeux du Commonwealth de 1994, à Victoria, au Canada.

### Palmarès
| Date | Compétition                            | Lieu         | Résultat | Épreuve       | Performance     |
| ---- | -------------------------------------- | ------------ | -------- | ------------- | --------------- |
| 1986 | Championnats du monde de cross-country | Neuchâtel    | 22e      | Cross long    | 36 min 25 s 2   |
| 1986 | Jeux du Commonwealth                   | Édimbourg    | 3e       | Marathon      | 2 h 11 min 18 s |
| 1987 | Championnats du monde de cross-country | Varsovie     | 11e      | Cross long    | 37 min 11 s     |
| 1987 | Championnats du monde                  | Rome         | 4e       | Marathon      | 2 h 12 min 49 s |
| 1988 | Championnats du monde de cross-country | Auckland     | 21e      | Cross long    | 36 min 16 s     |
| 1988 | Jeux olympiques d'été                  | Séoul        | 5e       | Marathon      | 2 h 11 min 49   |
| 1989 | Championnats du monde de cross-country | Stavanger    | 4e       | Cross long    | 40 min 24       |
| 1990 | Jeux du Commonwealth                   | Auckland     | 2e       | Marathon      | 2 h 10 min 34 s |
| 1991 | Championnats du monde de cross-country | Anvers       | 15e      | Cross long    | 34 min 37 s     |
| 1991 | Championnats du monde                  | Tokyo        | 11e      | Marathon      | —               |
| 1992 | Championnats du monde de cross-country | Boston       | 6e       | Cross long    | 37 min 23 s     |
| 1994 | Jeux du Commonwealth                   | Victoria     | 1er      | Marathon      | 2 h 11 min 49 s |
| 1995 | Championnats du monde                  | Göteborg     | 8e       | Marathon      | 2 h 16 min 13 s |
| 1996 | Jeux olympiques d'été                  | Atlanta      | 7e       | Marathon      | 2 h 14 min 35 s |
| 1997 | Championnats du monde de cross-country | Turin        | 46e      | Cross long    | 37 min 11 s     |
| 1997 | Championnats du monde                  | Athènes      | 3e       | Marathon      | 2 h 14 min 16 s |
| 1998 | Jeux du Commonwealth                   | Kuala Lumpur | 3e       | 10 000 mètres | 29 min 02 s 76  |
| 1999 | Championnats du monde                  | Séville      | 29e      | Marathon      | 2 h 20 min 32 s |
| 2000 | Jeux olympiques d'été                  | Sydney       | 10e      | Marathon      | 2 h 14 min 50 s |
| 2001 | Championnats du monde de cross-country | Ostende      | 41e      | Cross long    | 41 min 39 s     |
| 2004 | Championnats du monde de cross-country | Bruxelles    | 30e      | Cross long    | 38 min 01 s     |

### Records
| Épreuve       | Performance     | Lieu   | Date              |
| ------------- | --------------- | ------ | ----------------- |
| 10 000 mètres | 27 min 47 s 69  | Oslo   | 4 juillet 1992    |
| Semi-marathon | 1 h 00 min 27 s | Tokyo  | 26 janvier 1992   |
| Marathon      | 2 h 08 min 18 s | Berlin | 30 septembre 1990 |